# Toney Douglas
Toney Bernard Douglas (Jonesboro, Georgia, 16 de marzo de 1986) es un jugador de baloncesto estadounidense que actualmente forma parte de la plantilla del Benfica de la Liga Portuguesa de Basquetebol. Con 1,89 metros de altura, juega indistintamente en las posiciones de base y escolta.

## Trayectoria deportiva

### Universidad
Comenzó jugando en las filas de los Tigers de la Universidad de Auburn, donde en su única temporada allí promedió 16,9 puntos, 5,3 rebotes y 1,8 asistencias, siendo el segundo mejor novato del país en anotación, consiguiendo un récord de 33 puntos ante Virginia.
Fue transferido al año siguiente a los Seminoles de la Universidad Estatal de Florida, pasando la preceptiva temporada sin competir. Su mejor partido de la temporada lo jugó ante Georgia State, en el que anotó 25 puntos, con 5 de 6 desde detrás de la línea de 3 puntos. Se perdió 5 partidos en el mes de febrero debido a una lesión en la mano.
En su temporada júnior lideró al equipo en anotación, con 15,4 puntos por partido, y a la conferencia en robos de balón, con 2,6. Fue incluido en el tercer mejor equipo de la Atlantic Coast Conference y en el mejor quinteto defensivo. Lideró a los Seminoles en anotación en 20 partidos de la temporada, siendo el único jugador de la ACC en conseguir al menos 90 robos y 90 asistencias.
En su última temporada volvió a liderar a Florida State en anotación, con 21,5 puntos por partido, siendo finalista junto con Ty Lawson al premio de Baloncestista del Año de la ACC. Fue incluido en el tercer quinteto del All-American.

#### Estadísticas
| Temporada | Equipo                  | P       | PTS     | REB     | AST     | ROB     | TAP     | %TC     | %3P     | %TL     | MIN     | PER     |
| --------- | ----------------------- | ------- | ------- | ------- | ------- | ------- | ------- | ------- | ------- | ------- | ------- | ------- |
| 2004-05   | Auburn Tigers           | 31      | 16.9    | 5.3     | 1.8     | 1.4     | 0.1     | .424    | .373    | .789    | 35.6    | 2.5     |
| 2005-06   | No jugó                 | No jugó | No jugó | No jugó | No jugó | No jugó | No jugó | No jugó | No jugó | No jugó | No jugó | No jugó |
| 2006-07   | Florida State Seminoles | 30      | 12.7    | 2.7     | 2.9     | 1.2     | 0.3     | .475    | .397    | .788    | 28.8    | 2.4     |
| 2007-08   | Florida State Seminoles | 34      | 15.4    | 3.2     | 2.9     | 2.6     | 0.3     | .430    | .356    | .809    | 35.4    | 2.8     |
| 2008-09   | Florida State Seminoles | 35      | 21.5    | 3.9     | 2.9     | 1.8     | 0.4     | .446    | .385    | .810    | 36.5    | 2.5     |
| Total     | Total                   | 130     | 16.8    | 3.8     | 2.6     | 1.8     | 0.3     | .441    | .375    | .802    | 34.2    | 2.5     |

### Profesional
Fue elegido en la vigésimo novena posición del Draft de la NBA de 2009 por Los Angeles Lakers, quienes automáticamente lo traspasaron a New York Knicks a cambio de una futura segunda ronda del draft y dinero. Finalmente firmó contrato con los Knicks en julio de 2009.
El 11 de julio de 2012 fue traspasado a Houston Rockets junto con Josh Harrellson y Jerome Jordan y dos futuras elecciones de segunda ronda de draft a cambio de Marcus Camby.
El 13 de febrero de 2013 fue traspasado a los Sacramento Kings junto con Cole Aldrich y Patrick Patterson a cambio de Thomas Robinson, Francisco García y Tyler Honeycutt.
En julio de 2013 firmó por los Golden State Warriors.
El 15 de enero de 2014 se produjo un acuerdo entre tres equipos, Miami Heat, Boston Celtics y Golden State Warriors. Los Heat enviaron a Joel Anthony junto con dos futuras rondas del draft a los Celtics. A cambio, los Heat recibieron a Douglas de los Warriors. Los Warriors también adquirieron a Jordan Crawford y MarShon Brooks de los Celtics como parte del acuerdo.
El 19 de agosto de 2014 fue contratado por los Jiangsu Dragons de la liga china.
El 4 de febrero de 2015 firmó un contrato de diez días con los New Orleans Pelicans, firmando un segundo contrato de diez días el 18 de ese mismo mes. Sin embargo, al día siguiente fue cortado por los Pelicans, regresando a ellos el 24 de marzo firmando un contrato por el resto de la temporada. El 31 de julio fue cortado otra vez por los Pelicans.
El 11 de agosto de 2015 firmó un contrato con los Indiana Pacers, pero fue despedido el 26 de octubre antes del comienzo de la temporada 2015-2016. Cuatro días más tarde, Douglas fue contratado nuevamente por los New Orleans Pelicans.
En julio de 2016 fue descartado por los Pelicans, que no quisieron garantizar su contrato.
El 22 de agosto de 2021, fichó por Iraklis BC de la A1 Ethniki, la primera categoría del baloncesto griego.
El 22 de enero de 2022, se marcha a Israel para firmar con el Hapoel Eilat de la Ligat Winner.
El 14 de agosto de 2022, firma por el Benfica de la Liga Portuguesa de Basquetebol.

## Estadísticas de su carrera en la NBA

### Temporada regular
| Año     | Equipo       | PJ  | PT | MPP  | %TC  | %3P  | %TL   | RPP | APP | ROB | TPP | PPP  |
| ------- | ------------ | --- | -- | ---- | ---- | ---- | ----- | --- | --- | --- | --- | ---- |
| 2009-10 | New York     | 56  | 12 | 19.4 | .458 | .389 | .809  | 1.9 | 2.0 | .8  | .0  | 8.6  |
| 2010-11 | New York     | 81  | 9  | 24.3 | .416 | .373 | .794  | 3.0 | 3.0 | 1.1 | .0  | 10.6 |
| 2011-12 | New York     | 38  | 9  | 17.3 | .324 | .231 | .846  | 1.9 | 2.0 | .8  | .0  | 6.2  |
| 2012-13 | Houston      | 49  | 0  | 18.6 | .395 | .377 | .882  | 1.8 | 1.9 | .8  | .0  | 8.1  |
| 2012-13 | Sacramento   | 22  | 0  | 17.1 | .430 | .389 | 1.000 | 2.2 | 2.6 | 1.4 | .0  | 6.1  |
| 2013-14 | Golden State | 24  | 0  | 11.0 | .372 | .322 | .625  | 1.1 | .8  | .3  | .1  | 3.7  |
| 2013-14 | Miami        | 27  | 17 | 15.2 | .394 | .279 | .769  | 2.3 | 1.8 | .5  | .1  | 4.2  |
| 2014-15 | New Orleans  | 12  | 0  | 14.8 | .373 | .278 | .615  | 1.8 | 2.0 | .9  | .3  | 4.3  |
| 2015-16 | New Orleans  | 61  | 18 | 20.7 | .411 | .399 | .848  | 2.3 | 2.6 | 1.1 | .1  | 8.7  |
| Total   | Total        | 370 | 65 | 19.2 | .406 | .360 | .824  | 2.2 | 2.3 | .9  | .1  | 7.8  |

### Playoffs
| Año   | Equipo   | PJ | PT | MPP  | %TC   | %3P  | %TL   | RPP | APP | ROB | TPP | PPP  |
| ----- | -------- | -- | -- | ---- | ----- | ---- | ----- | --- | --- | --- | --- | ---- |
| 2011  | New York | 4  | 3  | 28.0 | .366  | .389 | 1.000 | 3.3 | 2.3 | .5  | .0  | 10.8 |
| 2012  | New York | 1  | 0  | 8.0  | 1.000 | .000 | .000  | .0  | 1.0 | .0  | .0  | 2.0  |
| 2014  | Miami    | 10 | 0  | 2.9  | .333  | .500 | .500  | .4  | .5  | .0  | .0  | 1.0  |
| Total | Total    | 5  | 3  | 24.0 | .381  | .389 | 1.000 | 2.6 | 2.0 | .4  | .0  | 9.0  |